# عبد الغفور مراد
عبد الغفور مراد، لاعب كرة قدم قطري .
كانت بداياته مع نادي الريان و لعب بعدها لأندية السيلية و قطر و مسيمير و الأهلي و معيذر .